# Summersville, West Virginia
Summersville är administrativ huvudort i Nicholas County i West Virginia i USA. Orten har fått sitt namn efter domaren Lewis Summers. Enligt 2010 års folkräkning hade Summersville 3 572 invånare.